# 最后一公里
最后一公里（Last kilometer），在英美也常称“最后一英里”或“最后一哩”（Last Mile），原意指完成长途跋涉的最后一段里程，引申为完成一件事情时的最終关键性步骤（通常还说明此步骤充满困难）。通信业经常使用“最后一公里”来指代从通信服务提供商的机房交换机到用户電腦等终端设备之间的连接。另外，公共交通行業也會使用該詞，並會採用微循環、小巴、單車等方法提供解決方案。

## 困难与问题
“最后一公里”中所涉及的用户指家庭及个人用户或小型商业用户等处于网络终端地位的用户，而不是大型商业用户或专业通信公司，因此，连接服务商和用户之间的线路不会是骨干网络通常使用的单模光纤。“最后一公里”还涉及到在用户计算机等终端设备所在的地点进行布线的问题，由于每个用户的房间都有差别，通信服务提供商、房地产开发商和用户三方面都需要根据实际情况考虑如何将用户设备连入网络、如何迁移到其他地点以及如何注销用户服务。

## 传统服务的解决方案
传统的电话服务和有线电视服务通常由房地产开发商委托专业通信建设企业建设，为房屋预留，电话公司和有线电视公司拥有线路的运营权，可以根据用户需要随时开通或停用。
- 对于提供电话语音通信服务的电信运营商来说，最后一公里就是由电话交换机到用户的电话之间的铜制非屏蔽双绞线（UTP）
- 对于有线电视服务提供商来说，最后一公里是同轴电缆，一般铺设粗缆到建筑物再使用75欧姆屏蔽细缆接入用户房间

## 寬頻数据网络的解决方案
随着网络技术的发展，数据通信在整个通信服务中的比重不断增大，传统的通过电话语音线路及调制解调器提供的数据传输速率已经无法满足用户日益增长的需求，因此现时的因特网服务提供商都为用户提供接入速度大于256Kbps的宽带接入服务。
目前比较常见的“最后一公里”解决方案有：
- 借助双绞铜缆电话线，此类服务一般由传统的电话公司提供：
  - ADSL，速率可以达到下载12Mbps，上传1Mbps；
  - VDSL，速率可以达到下载55Mbps，上传19Mbps；
- 借助有线电视网，此类服务由有线电视服务提供商提供：
  - 光纤同轴电缆混合网（HFC），将光纤铺设至用户所在建筑物或社區，然后使用同轴电缆将数据信号接入用户房间。用户需要使用电缆调制解调器将自己的電腦接入网络，通常速率为下载8Mbps，上传512kbps。
- 借助电力线路，此类服务由电力公司提供：
  - 电力线通信（Power Line Communication，PLC），将数位信号经过调制加入到民用交流电之中，用户通过调制解调器连入，主干速度可以达到数百兆，最终用户速度可以达到11Mbps。
- FTTx+LAN，这是目前商用的宽带中比较快的方案，通常可以按用户需要提供1M到100M之间的带宽，但是铺设光纤线路的一次性投入较高。根据光纤网络单元的位置可以做以下划分：
  - FTTCab，Fiber to the Cabinet（光纖到機櫃／交換箱）：FTTCab服務模式針對較為分散的企業、公司、學校、醫院、政府部門和小型偏遠地區的居民。
  - FTTC，Fiber to the Curb（光纖到社區／路邊，如光化交接箱）：主要是為住宅區的用戶作服務，將ONU設備放置於路邊機箱，利用ONU出來的同軸電纜傳送CATV（有線電視）訊號或雙絞線傳送電話及上網服務。
  - FTTB，Fiber to the Building（光纖到大樓）：一種是公寓大廈的用戶服務，另一種是商業大樓的公司行號服務。
  - FTTH，Fiber to the Home（光纖到戶）：將光纖的距離延伸到終端用戶家裡，使得家庭內能提供各種不同的寬頻服務。随着技术的发展和FTTH的大规模应用，FTTH的成本已经大幅度的降低，目前FTTH已经是最后一公里的主流解决方案。
- 无线接入方案，可以减少服务商的布线，为用户提供一定的移动性：
  - GPRS／EDGE、CDMA、PHS，这些连接还不能达到宽带的速率，但是服务商往往宣称已经是宽带。
  - Wi-Fi，使用光纤或DSL连接到楼后不使用传统的双绞线而是架设无线局域网接入点，避免了在用户房间内布线的困难。
  - 卫星数据传输，通过卫星天线与同步衛星接入卫星通信公司的网络连接（事实上距离远远超过1公里，约7万公里）。

## 发展中的解决方案
除了以上已经实际商用的“最后一公里”解决方案以外，还有一些技术正在发展和推广阶段：
- VDSL2，是VDSL的改进版，最大限度的提高电话铜缆的利用率，可以提供更快的连接速度；
- 3G，如W-CDMA／UMTS、CDMA2000和TD-SCDMA等技术，也被称为无线本地环路（Wireless Local Loop）；
- 4G，如FDD-LTE、TD-LTE，基于全网际网路协议（IP）的通讯，最高速率可达1Gbps，为真正的移动无线宽带；
- 光纤到桌面（Fiber-To-The-Desktop），直接将光纤引入用户桌面，连上電腦，在网络允许的情况下，可以达到万兆（10 Gigabit）的速率。